# You and Me (пісня Heilsarmee)
«You and Me» — пісня швейцарського гурту «Heilsarmee», з якою він представить Швейцарію на пісенному конкурсі Євробачення 2013 у Мальме. Пісня була виконана 16 травня в другому півфіналі, але до фіналу не пройшла.